# Jang Chan-jae
Jang Chan-jae (né le 6 janvier 1989) est un coureur cycliste sud-coréen. Professionnel depuis 2011, il a été membre des équipes Terengganu, Champion System, OCBC Singapore Continental et Attaque Gusto. Il fait partie des jeunes talent ayant couru pour le Centre mondial du cyclisme, au même titre que Daniel Teklehaimanot ou encore Youcef Reguigui.

## Palmarès sur route

### Par année
- 2010
  - 2e étape du Tour de Séoul
- 2011
  - Jeolginyeon Stage Race :
    - Classement général
    - 2e étape

  - 2e étape du Tour de Corée
  - 7eb étape du Tour de Singkarak
- 2012
  -  Champion de Corée du Sud sur route
  - 3e étape du Tour de Corée
  - 9e du championnat d'Asie sur route
- 2013
  - 3e du championnat de Corée du Sud sur route
- 2014
  - 3e du championnat de Corée du Sud sur route

### Classements mondiaux
| Année           | 2010 | 2011 | 2012 | 2013 | 2014 |
| --------------- | ---- | ---- | ---- | ---- | ---- |
| UCI Africa Tour |      |      |      |      | 138e |
| UCI Asia Tour   | 267e | 62e  | 24e  | 146e |      |

## Palmarès sur piste

### Championnats d'Asie
- Bangkok 2007
  -  Champion d'Asie de l'américaine (avec Jang Sun-jae)
  -  Médaillé de bronze de la poursuite par équipes